# ZEKE-Spektroskopie
Die  ZEKE-Spektroskopie (ZEKE kurz für englisch zero-electron kinetic energy oder auch nur zero kinetic energy) stellt eine besondere Form der Photoelektronenspektroskopie dar, bei der ausschließlich Elektronen nachgewiesen werden, die (nahezu) keine kinetische Energie besitzen (zero kinetic energy).
Sie wurde 1984 an der TU München von Klaus Müller-Dethlefs und Edward W. Schlag entwickelt.

## Funktionsweise

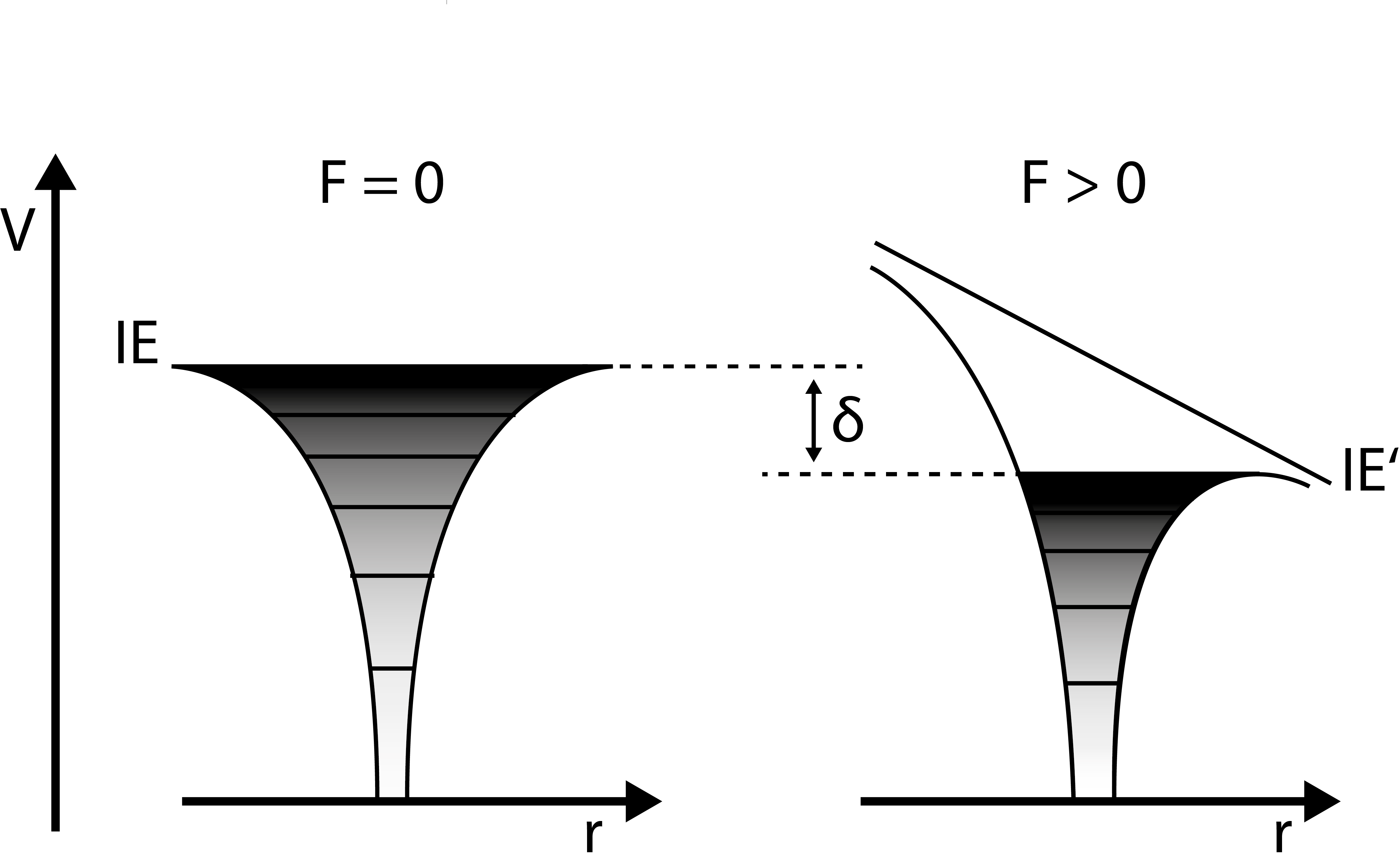
Kugelsymmetrisches Coulomb-Potential (links) und das Coulomb-Potential im elektrischen Feld (rechts).

Das zu untersuchende Gas wird mit einem kurzen Laserpuls bestrahlt. Nachdem dieser Laserpuls abgeklungen ist, wird die Zeit {\displaystyle \tau } abgewartet. In dieser Zeit bewegen sich alle Elektronen mit {\displaystyle E>E_{c}} aus dem Untersuchungsbereich heraus. Mit Hilfe eines elektrischen Feldes werden nach Ablauf von {\displaystyle \tau } alle restlichen Elektronen abgesaugt und gemessen.
Mit dieser Methode können insbesondere Elektronen an der Ionisationsgrenze detektiert werden. Diese Null-Energie-Elektronen sind eine Signatur der verschiedenen Rydberg-Zustände und können durch einen Rohrkanal gefiltert werden und mit der CW-Methode oder durch Puls-Verzögerung detektiert werden, nachdem alle heißen Elektronen abgesaugt sind. Da hier keine geladene Oberflächen benutzt werden, ist die Auflösung im Vergleich zur normalen Photoelektronen-Spektroskopie um viele Größenordnungen gesteigert.

## Abschätzung vonEc
Typische Abmessungen des Untersuchungsbereichs liegen im Millimeterbereich, {\displaystyle \tau } kann im Millisekundenbereich angesetzt werden. Weiterhin sei eine radiale Symmetrie des Untersuchungsbereichs (r = 1 mm) und eine Ionisierung in dessen Mitte angenommen. Um aus dem Untersuchungsbereich herauszukommen, folglich nicht mehr gemessen zu werden, muss ein Elektron mit der Energie {\displaystyle E} einen Weg von 1 mm zurücklegen. Im Fall nichtrelativistischer Elektronen gilt für die kinetische Energie
{\displaystyle E={\frac {m}{2}}v^{2}}
und somit
{\displaystyle v={\sqrt {\frac {2E}{m}}}}.
Ein Elektron verlässt den Untersuchungsbereich, wenn gilt
{\displaystyle r'=v\tau ={\sqrt {\frac {2E}{m}}}\tau >r}.
Es gilt somit
{\displaystyle E_{c}=\left({\frac {r}{\tau }}\right)^{2}\cdot {\frac {m}{2}}}.
Mit {\displaystyle m=\mathrm {9{,}11\cdot 10^{-31}\,kg} }, {\displaystyle r=\mathrm {1\cdot 10^{-3}\,m} } und {\displaystyle \tau =\mathrm {1\cdot 10^{-2}\,s} } ergibt sich
{\displaystyle E_{c}=\mathrm {9{,}11\cdot 10^{-33}\,{\frac {1}{2}}{\frac {kg\cdot m^{2}}{s^{2}}}} =\mathrm {2{,}8\cdot 10^{-14}\,eV} }.
Für die angegebenen Werte werden also nur Elektronen mit einer kinetischen Energie unter {\displaystyle \mathrm {2{,}8\cdot 10^{-14}\,eV} } detektiert.

## Vorteile der ZEKE-Spektroskopie
Im Gegensatz zu der klassischen Photoemissionsspektroskopie ist es bei der ZEKE-Spektroskopie nicht nötig, die Elektronen nach ihrer Energie zu separieren. Die Geräte werden somit einfacher. Weiterhin ist die Ausbeute an Elektronen deutlich größer, da sich diese normalerweise in alle Raumrichtungen verteilen. Es wird somit nur ein geringer Teil der Elektronen einer bestimmten Energie gemessen. Bei der ZEKE-Spektroskopie werden jedoch alle Elektronen detektiert, die die entsprechende Energie besitzen. Im Vergleich zur PES und vielen Verfahren vermeidet man hier Verzerrungen durch das Oberflächenpotential des Spektrometers.